# لوئی دکن
لوئی دکن (فرانسوی: Louis Daquin‎; ۲۰ مهٔ ۱۹۰۸ – ۲ اکتبر ۱۹۸۰) کارگردان فیلم و هنرپیشه اهل فرانسه بود.
فیلم‌های وی در جشنواره فیلم کن ۱۹۴۶ و جشنواره فیلم کن ۱۹۵۸ شرکت کرده‌است.

## زندگی‌نامه
او در سال ۱۹۰۸ در خانواده ای از فروشندگان کوچک به دنیا آمد. لوئی دکن، یا با نام کاملش لوئی لئون آگوست دکن فارغ‌التحصیل دانشکده حقوق و مدرسه عالی بازرگانی پاریس، پس از روزنامه‌نگاری، سردبیری تبلیغات در کارخانه‌های اتومبیل سازی رنو، و تلاش در زمینه نمایشنامه نویسی، در سال ۱۹۳۲ دستیار کارگردان شد؛ او با کارگردنانی همچون فدور اوزپ، پییر شنال، ژولین دوویویه، ابل گانس و به ویژه با ژان گرمییون کار می‌کرد.
او اولین فیلم خود را در سال ۱۹۳۸ با نسخه فرانسوی فیلم گرهارد لمپرشت به نام قمار باز با اقتباس از رمان قمارباز داستایوفسکی ساخت. او در دوران اشغال فرانسه چندین فیلم بلند را کارگردانی کرد، در حالی که در حزب کمونیست فرانسه با نهضت مقاومت همکاری می‌کرد و از طرف آنها فیلم کوتاهی را پس از آزادی فرانسه ساخت. او همچنین یک داستان پلیسی در سال ۱۹۴۱ با نام مستعار لوئیس مکداکن نوشت.
او در طول دوران حرفه ای خود چندین سمت داشت: دبیرکل کمیته آزادی سینما در سال ۱۹۴۴، یکی از بنیانگذاران تعاونی کل سینمای فرانسه، دبیرکل سندیکای کارگردانهای تولید سینمایی از سال ۱۹۴۵ تا ۱۹۶۲ و رئیس انجمن کارگردانان فیلم از سال ۱۹۷۷ تا ۱۹۷۸.
با وجود برخی فیلم‌های قابل توجه، او از سال ۱۹۵۰ برای تأمین مالی پروژه‌هایش با مشکلاتی مواجه شد. تعهدات سیاسی او منجر به حاشیه رانده شدن تدریجی او شد. اقتباسی از بل آمی (پسر خوشگله) به این ترتیب در نیمه دوم دهه ۱۹۵۰ با سانسور مواجه و تکه‌تکه شد. او در سال ۱۹۵۷ فیلم خارهای باراگان را در رومانی بر اساس داستانی از پاناییت ایستارتی، و سپس در برلین شرقی، فیلمی را با اقتباس از رمان آب شورزن ماهیگیر نوشته بالزاک ساخت. در سال ۱۹۶۲، او به مدیریت تولید فیلم آیا پاریس در حال سوختن است؟ به کارگردانی رنه کلمان بسنده کرد. او آخرین فیلم خود را در سال ۱۹۶۳ با نام بازار روز کند ذهنان کارگردانی کرد. او در سال ۱۹۷۰ کار دیگری را در سمت مدیر مطالعات درانستیتوی تحصیلات عالی سینمایی آغاز، و تا زمان بازنشستگیش در سال ۱۹۷۷ ادامه داد.